# Fet
Fet es un lugar despoblado situado dentro del municipio de Viacamp y Litera a 8 kilómetros, en la comarca de La Ribagorza, provincia de Huesca, Aragón España.

## Toponimia
El nombre de la población probablemente se origine del latín Faex que significa "lugar rodeado de peñascos" con relación a la ubicación de la población, rodeada de congostos y sobre un gran peñasco sobre el embalse de Canelles.

## Historia
La primera mención escrita de la población ocurre en el 1067, al ser mencionado como Fezed en uno de los documentos que conforman el "Liber feudorum maior", aunque posteriormente aparece mencionado de nuevo el castillo como Castillo de Fet ya que fue atacada dos veces en el 1645 y que pudo resistir gracias a la asistencia desde Graus de una compañía bajo el mando del señor de Benavente, Jacinto Torquemada.
Se trataba de un pueblo de importancia ya que hasta la construcción de la presa de Canelles no se inició el éxodo rural.

### Recuperación de la población
En el 2023 un instructor de yoga ruso, Nikita Atmananda, se empadronó en la población y creó una asociación vinculada a la práctica espiritual con la ayuda del ayuntamiento de Viacamp y Litera y que ha reconstruido dos edificios con la participación de voluntarios con la intención de establecer una población fija de veinte habitantes.

## Patrimonio

### Patrimonio religioso
Iglesia de Nuestra Señora de la Asunción, templo románico originalmente del siglo XII pero con varias reformas de estilo gótico. Es un templo de una sola nave con capillas laterales, con altares a la Virgen, San Ramón, San Francisco, Santa Sofía y la Virgen del Remedio, y cabecera pentagonal, actualmente su techo está derruido pero anteriormente se cubría con bóveda de crucería, al igual que contaba con cuatro campanas. 
Ermita de San Miguel y Bartolomé, actualmente desaparecida.

## Geografía humana

### Demografía
| Gráfica de evolución demográfica de Fet entre 1842 y 1960 |
| |
| Población de derecho según los censos de población del INE Población de hecho según los censos de población del INEEntre el censo de 1857 y el anterior, crece el término del municipio porque incorpora a 225107 (Finestras) y 225166 (Monfalcó) Entre el censo de 1970 y el anterior, este municipio desaparece porque se integra en el municipio 22247 (Viacamp y Litera) |

## Cultura
La población tenía sus fiestas mayores el 12 de mayo, cuando se celebraba una procesión de gran tamaño que recorría las calles de la población, mientras que el primer lunes después del 21 del mismo mes se celebraba la romería hasta la ermita de la Virgen de Bellmunt. 